# Torre de les Destres
La Torre de les Destres es una torre de guaita al municipi d'Aiguamúrcia (Alt Camp). Es tracta d'una torre medieval de planta quadrada de 6 x 6 metres i l'alçada actual és de 8 m, amb porta adovellada d'arc rebaixat, sembla que de construcció posterior, i espitlleres. Presenta un estat ruïnós, ha perdut dos dels seus costats, les restes dels forjats s'amunteguen a l'interior de la torre i la vegetació les ha cobert en una bona part.
Es poden diferenciar dos tipus de fàbrica; el primer, d'un gruix de mur de 85 cm, amb carreus de pedra sense polir fins a una alçada de 60 cm en tot el perímetre i d'un metre i mig només a l'angle dret. El segon, a partir d'aquesta alçada, d'una fàbrica més polida i d'un gruix de mur de 60 cm. Darrera d'aquesta torre es poden apreciar les arrencades de murs que semblen formar part d'una altra torre, segons testimonis, anterior a l'actual. A l'interior són visibles restes d'opus spicatum.